# Каем-100
Каем-100 (перс. قائم ۱۰۰‎, англ. Qaem 100, Ghaem 100) — иранская твердотопливная одноразовая ракета-носитель лёгкого класса, разработанная и эксплуатируемая Военно-воздушными силами Корпуса стражей исламской революции. Она может вывести полезную нагрузку 80 кг на низкую орбиту высотой 500 км. В первом успешном орбитальном запуске Каем-100, состоявшемся 20 января 2024, спутник Soraya весом 50 кг был выведен на орбиту высотой 750 км. Предполагается, что Каем-100 станет первым носителем в семействе, включающем будущие ракеты Каем-105, Каем-110 и Каем-120 различной грузоподъёмности, последняя из них должна быть способна выводить спутники на геостационарную орбиту.

## История создания
В 2020 году Корпус стражей исламской революции успешно запустил первую ракету-носитель собственной разработки Касед. Этот носитель имеет первую ступень с ЖРД, построенную на базе БРСД «Гадр‑H», которая в свою очередь является развитием ракеты «Шахаб‑3». Вторая и третья ступени Каседа являются твердотопливными, на второй ступени используется двигатель Salman с поворотным соплом, с помощью которого осуществляется управление полётом, а на третьей — небольшой твердотопливный двигатель, схожий по характеристикам с Arash-24, разработанным для иранского носителя «Симург». После второго запуска Каседа, состоявшегося в 2022 году, командующий Военно-воздушными силами Корпуса стражей исламской революции Амир-Али Хаджизаде заявил, что использование ракеты «Гадр» с жидкостным реактивным двигателем в качестве первой ступени является временным решением с целью упрощения и удешевления испытаний твердотопливного двигателя Salman, и что в дальнейшем будет использоваться твердотопливная первая ступень. 5 ноября 2022 года был осуществлён испытательный суборбитальный запуск полностью твердотопливного носителя Каем-100, состоящего из новой первой ступени и двух верхних ступеней, аналогичных использующимся на носителе Касед. В марте 2023 года была произведена попытка орбитального запуска Каем-100 с целью вывода на орбиту спутника «Нахид», закончившаяся неудачей. Данные об этом запуске не афишировались, о нём стало известно из ноты Израиля, направленной в ООН. 20 января 2024 года состоялся третий испытательный запуск Каем-100, в результате которого на орбиту высотой 750 км бы выведен спутник Soraya весом 50 кг.

## Конструкция
Твердотопливный двигатель Raafe первой ступени Каем-100 имеет тягу 68 тонн и значительно превышает возможности первой ступени Каседа, тяга которой составляет 27 тонн. Корпус первой ступени диаметром 1.3 метра изготовлен из углеволокна, что значительно уменьшает её массу по сравнению с металлическими конструкциями. Двигатель Raafe имеет поворотное сопло (управляемый вектор тяги), что позволяет изменять направление полёта ракеты без использования снижающих тягу газовых рулей или усложняющих и утяжеляющих конструкцию дополнительных рулевых двигателей. В результате Каем-100 имеет стартовую массу, близкую к Каседу, но может вывести на орбиту вдвое бо́льшую полезную нагрузку.
Вторая и третья ступени Каем-100 те же, что и на носителе Касед. Вторая ступень диаметром 1 метр изготовлена, как и первая, из углеволокна и оснащена двигателем Salman с поворотным соплом. На третьей ступени используется небольшой твердотопливный двигатель неизвестного типа, по внешнему виду и предполагаемым характеристикам близкий к Arash-24, разработанному для использования в блоке выведения на носителе «Симург». Возможна разработка для Каем-100 четвёртой ступени, что позволит использовать её как межконтинентальную баллистическую ракету.
Запуски Каем-100 производятся из космического центра Шахруд, принадлежащего Корпусу стражей исламской революции, с транспортно-пусковой установки, вывозящей ракету на стартовую позицию и выполняющей одновременно функции подъёмного и пускового устройства.